# Slow Down (Selena Gomez)
Slow Down is een nummer van de Amerikaanse zangeres Selena Gomez uit 2013. Het is de tweede en laatste single van haar eerste soloalbum Stars Dance.
"Slow Down" is een uptempo en dansbaar nummer dat gaat over het vertragen van de tijd in één magisch moment op de dansvloer. Het nummer werd in een aantal landen een bescheiden hit. Zo bereikte het de 27e positie in de Amerikaanse Billboard Hot 100. In Nederland bereikte de plaat geen hitlijsten, terwijl in Vlaanderen de 2e positie in de Tipparade werd gehaald.

## Tracklijst
Cd-single
1. "Slow Down" - 3:30